# Causa finalis
Causa finalis ist der lateinische Begriff für die aristotelische Finalursache (auch Zielursache oder Zweckursache). Bei einer Finalursache wird die Ursache eines Geschehens als geplanter Zweck gedeutet.
Anstatt ein Geschehen nach der Wirkursache zu deuten, geht man also teleologisch vor. Es werden die Ursachen von Situationen aus ihrem Ziel oder Nutzen bestimmt. Bei einer Handlung dagegen ist die Finalursache der Grund, warum die Handlung ausgeführt wurde. 
Aristoteles unterschied zwischen causa efficiens und causa finalis, um kausale Naturvorgänge und praktisch begründbare Handlungen zu unterscheiden.
Bei einem Widerfahrnis (Wilhelm Kamlah), d. h. einem nicht beeinflussbaren Ereignis, schlägt die Suche nach einer Finalursache fehl. Deutet man auch solche, für Menschen unverfügbare Naturgeschehnisse auf Grund von Finalursachen, so wird meistens theologisch ein göttlicher Heilsplan unterstellt. Die Heilsgeschichte findet dann ihr Ziel in einer Eschatologie.
Nach Aristoteles gibt es insgesamt vier Ursachen. Die drei übrigen (ergänzenden) Ursachen sind:
- causa materialis (Stoffursache)
- causa formalis (Formursache)
- causa efficiens (Wirkursache)